# Команда с нашей улицы
Команда с нашей улицы — советский художественный фильм, снятый в 1953 году режиссёром Алексеем Маслюковым.

## Сюжет
Забросив все намеченные на лето дела, пионерское звено во главе с Борей целые дни напролёт гоняет мяч во дворе и на улице. Горячие футбольные схватки ребят приносят много неприятностей жильцам дома. Между тем в красиво оформленном городском пионерском лагере царит скука. Старшая пионервожатая Оля никак не может «повернуть детей лицом к лагерю». Выход находит младшая сестра Бори — пионерка Таня. Она предлагает построить детский стадион. Руководители лагеря, поняв наконец, что без живого, увлекательного дела им не привлечь ребят, с радостью подхватывают предложение Тани. На пустыре силами пионеров с помощью руководства началось строительство стадиона. Известный футболист Иванов берётся тренировать команду «Взрыв», составленную из пионеров звена Бори. Перед решающей встречей футболистов-пионеров со своим старым противником, командой «Ураган», выясняется, что лучший игрок «Взрыва» Тимошка, чрезмерно увлёкшись футболом, не сумел сдать переэкзаменовку по русскому языку и поэтому лишён права участвовать в матче. Однако Тимошку заменяет пионер Лёва, ранее пренебрежительно относившийся к спорту, а потом горячо увлёкшийся футболом. Забитые им два гола приносят победу команде «Взрыв».

## В ролях
- Костя Евгеньев — Боря
- Галина Кавура — Таня
- Саша Симонов — Стёпка
- Алик Лабутин — Лёва
- Лариса Борисенко — Галя
- Эдик Хандрос — Тимошка
- Сергей Петров — Михаил Петрович, профессор
- Дина Андреева — Елена Дмитриевна
- Алла Ларионова — Оля, пионервожатая
- Надир Малишевский — Иван Сергеевич Иванов
- Николай Рыбников — Дроздов
- Степан Каюков — Перевалов